# Cranogona gourbaultae
Cranogona gourbaultae är en mångfotingart som beskrevs av Jean-Paul Mauriès 1965. Cranogona gourbaultae ingår i släktet Cranogona och familjen Anthogonidae. Inga underarter finns listade i Catalogue of Life.